# Alogenuro
Un alogenuro è una specie chimica formata da un metallo e un alogeno con numero di ossidazione pari a -1. Generalmente gli alogenuri non sono molecole ma solidi ionici. Gli alogenuri inorganici, che oltre a quello d'idrogeno sono tutti sali, derivano dalla reazione di un metallo con un non-metallo o più in generale di una base con l'idracido corrispondente all'alogeno.

## Gli alogenuri inorganici

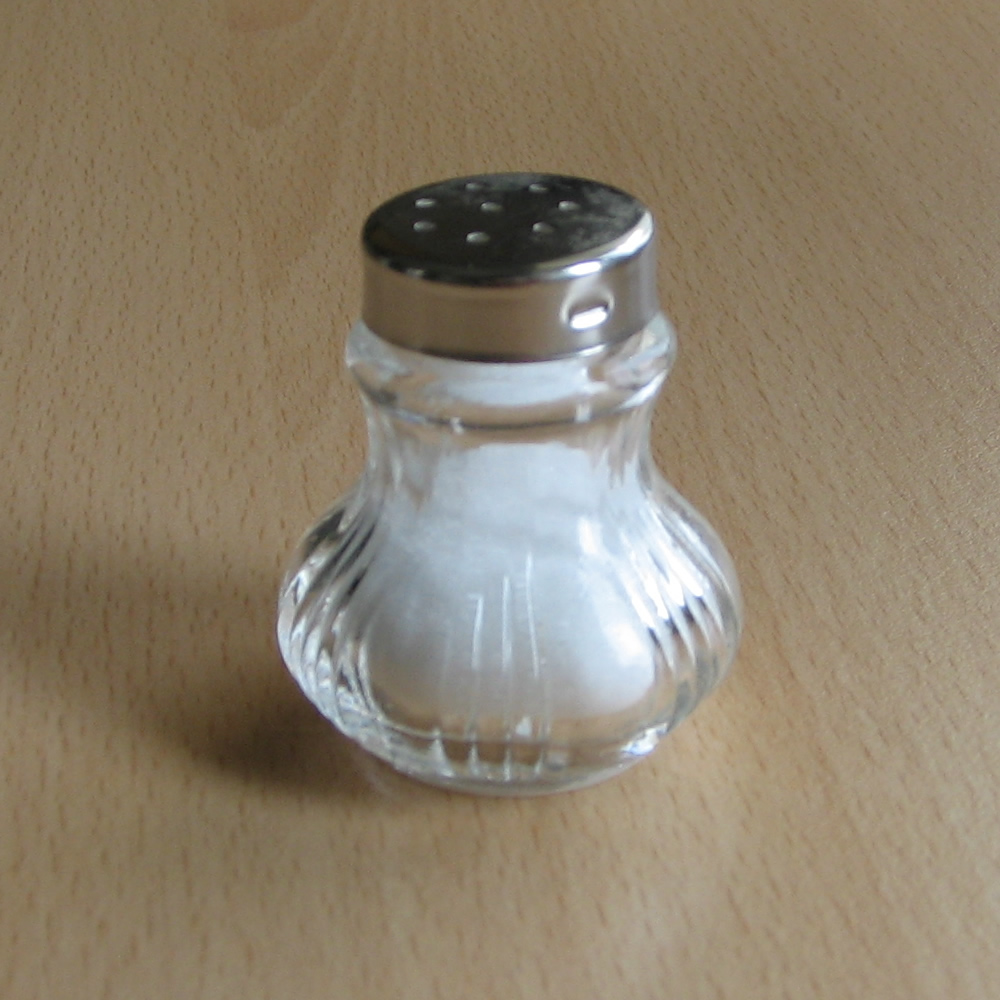
Lo stesso sale da cucina, detto anche salgemma o cloruro di sodio, è un alogenuro.

Gli alogenuri possono essere inorganici od organici. Quelli inorganici sono caratterizzati dalla presenza di un alogeno con n.o. = -1 e di un metallo o di un non-metallo con numero di ossidazione positivo (formano sali o anche composti molecolari); essi si dividono in:

- Fluoruri (esempio CaF2, fluorite): in essi l'alogeno è il fluoro F2, e l'anione che quest'ultimo forma prende il nome di fluoruro. I fluoruri, quando solubili in acqua, generano soluzioni lievemente basiche a causa della bassa costante di dissociazione acida dell'acido fluoridrico HF.

- Cloruri (esempio NaCl, cloruro di sodio): l'alogeno presente nei cloruri è il cloro, che in essi diventa l'anione omonimo Cl-. Se sono idrosolubili, come nel caso del cloruro di sodio (salgemma), formano soluzioni neutre oppure acide; non sono mai in grado di produrre soluzioni basiche perché l'acido cloridrico HCl è un acido forte.

- Bromuri (esempio KBr, bromuro di potassio): hanno il bromo, nella forma Br- come anione e una qualsiasi altra sostanza come catione; per quanto riguarda il pH delle loro soluzioni vale ancora quanto detto per il cloro, poiché l'acido bromidrico HBr si comporta come un acido forte, anche più forte dell'acido cloridrico.[1]

- Ioduri: gli ioduri sono i più rari degli alogenuri, poiché lo stesso iodio, che in questo composti esiste nella forma I-, non è un elemento molto comune. Le soluzioni acquose formabili con questo genere di sali possono essere solo neutre o acide, poiché vale quanto detto per i cloruri.
- Astaturi: composti instabili simili agli ioduri (si accumulano nella ghiandola tiroide).

Gli pseudoalogenuri sono anioni con caratteristiche chimiche molto simili agli alogenuri. Ne sono degli esempi il cianuro (CN-), il tiocianato (SCN-), il cianato (OCN-), il fulminato (CNO-) e l'azotidrato (N3-). In molti casi è noto lo pseudoalogenuro anche quando non è conosciuto il corrispondente pseudoalogeno.

## Gli alogenuri organici
In chimica organica, gli alogenuri sono composti che derivano dall'unione di un atomo di alogeno a un alchile, un arile o un acile. Si hanno quindi:
- alogenuri alchilici, (derivanti dal legame con un alcano, un alchene o un alchino);
- alogenuri arilici, (derivanti dal legame con un arene);
- alogenuri acilici, (derivanti dal legame con un acile).

## Ricerca dei cloruri, bromuri, ioduri
Una comune metodica analitica qualitativa utilizzata per ricercare gli alogenuri consiste nella precipitazione frazionata con nitrato di argento. La soluzione alcalina contenente gli alogenuri succitati viene acidificata con acido nitrico per evitare che precipitino i carbonati e poi si aggiunge goccia a goccia nitrato di argento. Si osserva così che si formano via via tre diversi precipitati di tre colori diversi che sono rispettivamente, in ordine di precipitazione, ioduro, bromuro e cloruro di argento. Qui si sfrutta il fatto che aggiungendo nitrato di argento, e quindi aumentando la concentrazione di argento in soluzione, si raggiunge gradatamente la Kps dei tre sali che precipitano in maniera ordinata, partendo da quello che richiede una minore concentrazione di argento per raggiungere il prodotto di solubilità.
A questo punto si può verificare che gli alogenuri in questione siano cloruro, bromuro e ioduro di argento con la ridissoluzione selettiva dei precipitati in ammoniaca, che sfrutta la diversa maniera dei tre sali a sciogliersi nella base, con la quale essi si complessano. Infatti il cloruro di argento si complessa in ammoniaca diluita, il bromuro di argento in ammoniaca concentrata, e lo ioduro di argento non si scioglie per niente in ammoniaca. Quindi la soluzione precedente viene centrifugata, il precipitato viene separato dalla soluzione surnatante e trattato con ammoniaca diluita. In questo modo siamo sicuri che si complessi il cloruro, infatti aggiungendo acido nitrico si nota un intorpidimento della soluzione. Si ripete quindi il trattamento del precipitato con ammoniaca concentrata e si procede come sopra; aggiungendo ammoniaca sia concentrata che diluita si nota la persistenza del precipitato che conferma la presenza di ioduri.
Anche la comune determinazione quantitativa di cloruri, bromuri e ioduri sfrutta la reazione di precipitazione con nitrato di argento (titolazione di Mohr).